# Jasmin Janzen

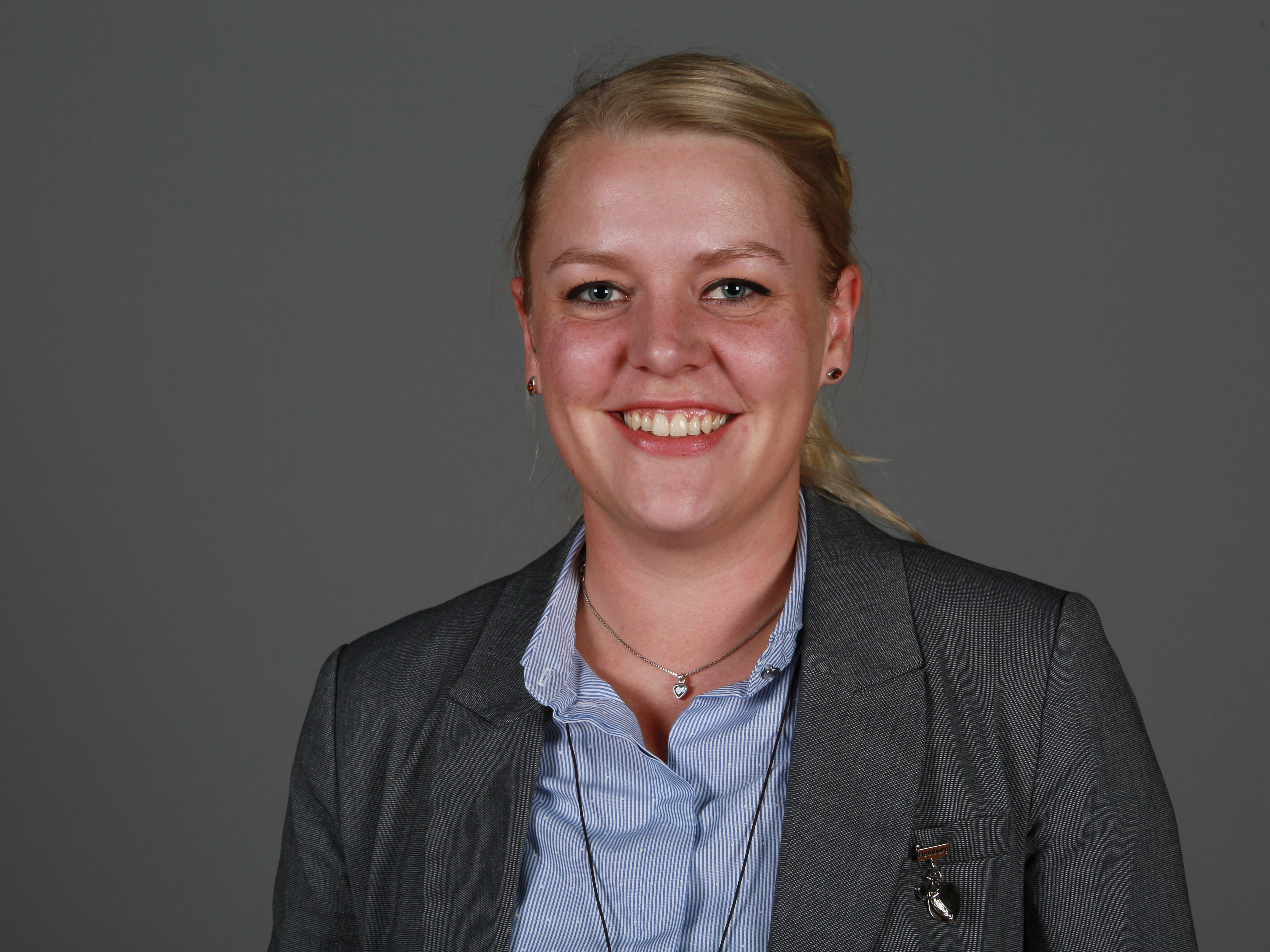
Jasmin Janzen (2018)

Jasmin Janzen (* 8. Februar 1992 in Hamburg als Jasmin Hilbring) ist eine deutsche Politikerin (SPD). Sie war von 2017 bis 2020 Mitglied der Hamburgischen Bürgerschaft.

## Berufliches und Privates
Nach dem Abitur an der Gesamtschule Harburg absolvierte sie eine Ausbildung zur Erzieherin und ist seitdem als Erzieherin tätig. Sie ist verheiratet und wohnt in Hamburg-Neugraben-Fischbek.

## Politik
2011 trat sie in die SPD ein. Bei der Bürgerschaftswahl 2015 kandidierte sie auf Platz 3 im Wahlkreis Süderelbe und rückte am 1. Mai 2017 für Brigitta Schulz in die Hamburgische Bürgerschaft nach. Sie war Mitglied im Haushaltsausschuss, im Eingabenausschuss und im Sportausschuss. Bei der Bürgerschaftswahl 2020 kandidierte sie auf Platz 2 im Wahlkreis Süderelbe, verpasste aber den Wiedereinzug in die Hamburgische Bürgerschaft.